# 아슈람

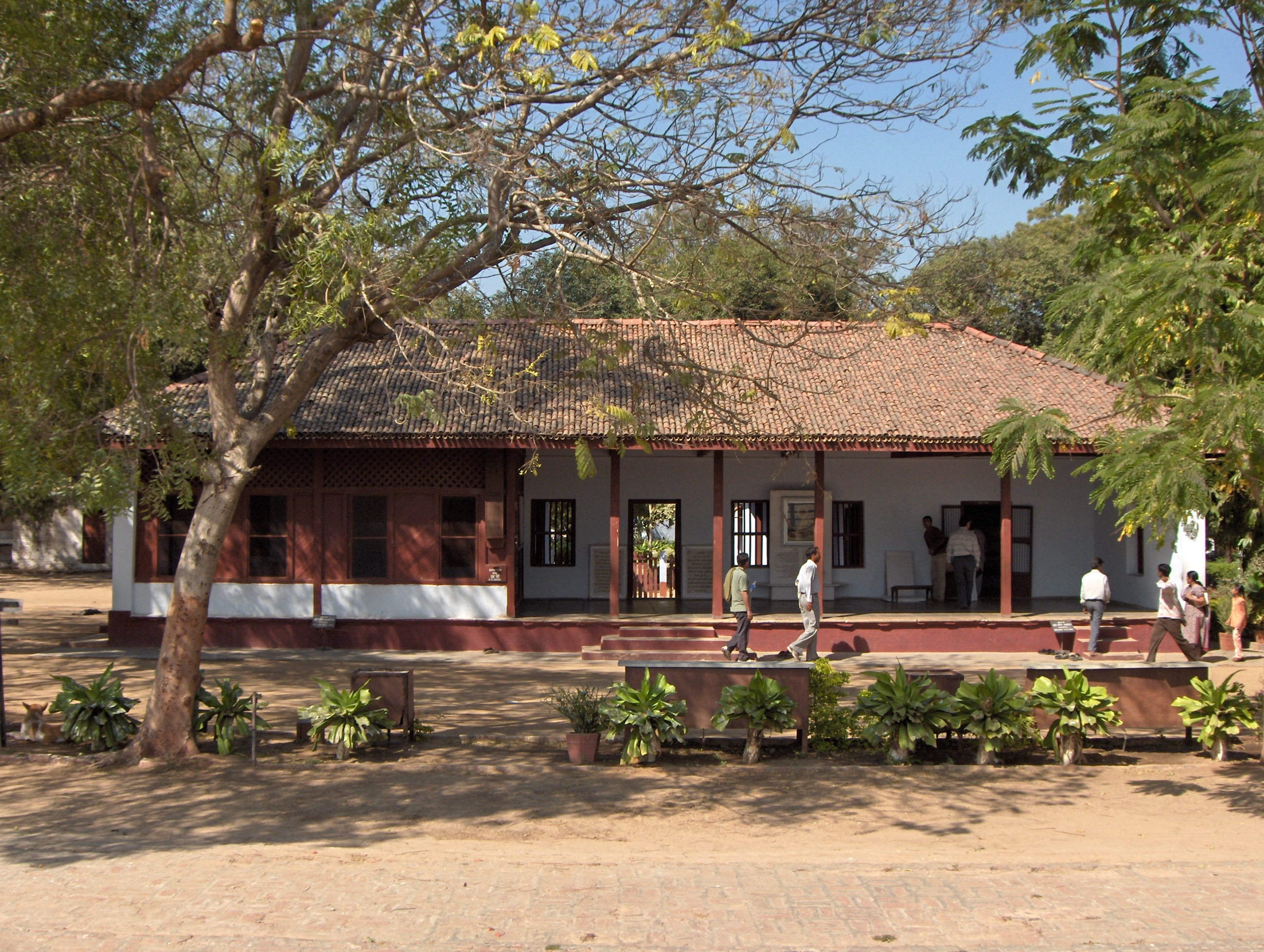
마하트마 간디가 머물렀던 사바르마티 아슈람.

아슈람(산스크리트어: आश्रम)은 인도의 전통적인 암자 시설이다. 주로 고행자들의 수도원 역할을 하며 구루가 제자들을 가르치는 학교 시설로서의 역할을 하기도 한다.